# Palantir Technologies
Palantir Technologies — американська компанія, розробник програмного забезпечення аналізу даних для організацій, основний замовник — спецслужби, інвестиційні банки, гедж-фонди.
Заснована в 2003 році групою інвесторів — вихідців з PayPal на чолі з Пітером Тілем. До середини 2010-х років вважалася четвертим за капіталізацією стартапом у світі (після Uber, Xiaomi і Airbnb) з оцінкою вартості бізнесу у $20 млрд, при цьому відзначалися ознаки «інвестиційної бульбашки» в зв'язку із сумнівними фінансовими результатами. У 2020 році акції компанії розміщені на Нью-Йоркській фондовій біржі з капіталізацією в $16 млрд.
Штаб-квартира фірми розташована в Пало-Альто, представництва відкриті в 9 країнах.

## Історія
Незважаючи на те, що в публікаціях часом заснування компанії зазвичай фігурує 2004 або навіть 2005 рік, документи Комісії з цінних паперів і бірж свідчать, що Тіль зареєстрував фірму в травні 2003 року. Назва компанії походить від «палантирів» — магічних каменів із легендаріума Толкіна («Володар перснів»), які дозволяють побачити те, що відбувається на відстані.
У 2004 році до робіт зі створення програмного прототипу залучені колишній програміст PayPal Натан Геттінгс, стажист-програміст PayPal Джо Лонсдейл, а також студент-старшокурсник Стенфордського університету Стівен Коен. До приходу в Palantir Геттінгс працював в PayPal над системою Igor, що забезпечує автоматичний відбір підозрілих операцій та подання їх в зручній для операторів по контролю за платежами формі і яка дозволила впоратися з хвилею шахрайських операцій на початку 2000-х років  ; Коен в Стенфорді вивчав штучний інтелект під керівництвом Ендрю Ина, а Лонсдейл під час навчання в Стенфорді був головним редактором Лібертаріанського журналу The Stanford Review, що належить Тілю.
Пізніше в 2004 році на посаду генерального директора Тіль запросив однокурсника по Стенфордській школі права Алекса Карпа. У тому ж році Тіль, Геттінгс, Лонсдейл, Коен і Карп зареєстровані в якості співзасновників компанії, в кінці 2000-х років всіх їх (разом з Ілоном Маском, Рідом Хоффманом і деякими іншими колишніми співробітниками PayPal) засоби масової інформації віднесли до так званої " мафії PayPal "- неформального об'єднання підприємців та інвесторів, що утворилося навколо Тіля. Відомо, що в 2004 році Тіль і Карп за посередництва Річарда Перла консультувалися з колишнім радником з національної безпеки Джоном Пойндекстером, який згодом позитивно відгукнувся про інтерфейси продемонстрованого йому прототипу .
До 2005 року компанія існувала на кошти персонального фонду Тіля, такі венчурні фонди Силіконової долини як Sequoia Capital і Kleiner Perkins не вважали за можливе інвестувати в Palantir на ранньому етапі  . У 2005 році отримано інвестиції від декількох європейських інвесторів по особистим зв'язкам Карпа  . У 2005 році фірма отримала перше фінансування від In-Q-Tel — спеціалізованого некомерційного венчурного фонду ЦРУ  в розмірі $ 2 млн; на той час вкладення Тіля в компанію перевищили $ 30 млн . У тому ж році ЦРУ уклало перший контракт з Palantir. У 2007 році компанія відкрила представництво в Ферфаксі (передмісті Вашингтона, де розташована штаб-квартира ЦРУ), столичний офіс очолив колишній офіцер спецслужб Девід Уорн (David Worn) .
До 2008 року ЦРУ було єдиним замовником компанії, коли з його дозволу програмне забезпечення Palantir почало впроваджуватися правоохоронцям і в інші американські спецслужби . З 2010 року почалася активна кампанія з публічного просуванню продукції компанії на широкому ринку. У квітні 2010 року вийшов прес-реліз Palantir і Thomson Reuters про спільну розробку програмної платформи фінансового аналізу під QA Studio . У тому ж місяці опублікована інформація про те, що платформа Palantir Government[⇨] використовувалася канадським Центром Мунка для викриття китайської шпигунської кібермережі Shadow Network . В кінці 2010 року представлені результати 16-місячної розробки Palantir для тактико-аналітичної підтримки військових операцій в Афганістані, що проводяться Армією США, в якій крім серверних технологій і настільних клієнтських програм застосовані також мобільні додатки для носимих пристроїв ; незабаром в пресі з'явилися відомості про те, що технології Palantir імовірно були задіяні в спецоперації зі знищення лідера " Аль-Каїди " Усами бін Ладена навесні 2011 року  .
У 2011 році з'явився перший комерційний клієнт — банк JPMorgan Chase, який замовив створення системи по боротьбі з шахрайством і контролю якості іпотечного портфеля за рекомендацією поліцейського управління Нью-Йорка, який користувався продукцією Palantir  .
У 2013—2015 роки були зроблені зусилля по охопленню великих компаній, які виробляють продукцію широкого споживання, для таких замовників передбачалося створити також систему взаємообміну інформацією про покупців, головними учасниками такого співтовариства повинні були стати Coca-Cola, Kimberly Clark і Hershey's . Однак в 2016 році стало відомо, що Coca-Cola відмовилася підписати п'ятирічний контракт, а Hershey's, хоча і продовжила використання продуктів Palantir, не задоволена практичними результатами за 2015 рік. Крім того, повідомлялося про зрив в 2015 році великих угод з News Corporation, NASDAQ і American Express  .
У лютому 2016 року компанія придбала Kimono Labs — невеликий стартап з бізнес-інкубатора Y Combinator, який розробив технологію створення програмного захоплення структурованих даних з вебсайтів; притому публічний сервіс Kimono в результаті угоди був негайно закритий . У травні 2016 року укладено великий контракт з Командуванням спецоперацій на суму $ 222 млн, в той же час з'явилися повідомлення про намір компанії викупити у співробітників акції на суму $ 225 млн .
29 вересня 2020 року акції компанії виведені на Нью-Йоркську фондову біржу у формі прямого розміщення; в результаті розміщення залучено близько $ 1,9 млрд, а капіталізація склала $ 16 млрд.

## Інвестиції і показники діяльності
Основний інвестор компанії — фонд ЦРУ In-Q-Tel , до 2013 року вклав в Palantir більше $ 300 млн — більше, ніж в будь-яку іншу організацію і близько 9,5 % загальної суми інвестицій в стартапи за весь час існування . Великі інвестиційні раунди відбулися у вересні 2014 року ($444 млн) і в грудні 2015 року ($880 млн), за результатами останнього з них компанія оцінена в $20 млрд, значну участь в раундах взяли китайські інвестори, також серед учасників — O1 Group російського підприємця Бориса Мінца. Загальна сума інвестицій в компанію за станом на кінець 2015 року склала $ 2,32 млрд .
У 2011 році виручка компанії оцінена на рівні $ 250 млн, в 2012 році оборот склав $ 300 млн  .
У 2016 році в звіті перед інвесторами компанія заявила про укладені за 2015 рік контракти на суму $ 1,7 млрд, при цьому операційні доходи склали $ 420 млн при витратах $ 500 млн.
Середня зарплата розробника в Palantir станом на 2016 рік відзначена на рівні $ 125—135 тис. На рік — нижче, ніж в середньому для кваліфікованих програмістів в Силіконовій долині, що менеджери намагаються компенсувати опціонами на акції компанії для співробітників, ігровими та захоплюючими елементами в трудових процесах, «інфантильною» корпоративною культурою  .
Виручка за 2019 рік — $ 743 млн, з яких 53 % — державні контракти, чистий збиток — $ 580 млн .

## Замовники
Ключові замовники — американські силовики і спецслужби: ЦРУ, ФБР, Міністерство оборони США, Військово-повітряні сили США, Корпус морської піхоти США, Командування спеціальних операцій США, Військова академія США, міські поліцейські департаменти Нью-Йорка і Лос-Анджелеса . При цьому військові замовники крім систем від Palantir широко використовують і інші рішення, пересічні за функціональним призначенням, зокрема, в 2013 році Армія США ввела в експлуатацію систему аналітичної обробки даних власної розробки (Distributed Common Ground System), яка обійшлася їй у $ 2,3 млн .
Великі замовники в інвестиційно-фінансовому секторі — JP Morgan Chase, Bank of America , SAC Capital . Примітний проект в інвестиційному секторі був проведений Palantir на замовлення Securities Investor Protection Corporation з метою збору доказів, що викривають фінансову піраміду Бернарда Медоффа . Найбільший комерційний замовник — BP, з якою в 2014 році укладено контракт на $ 1,2 млрд на десять років  . Серед великих виробників товарів масового попиту клієнтами компанії є корпорації Kimerbly-Clark і Hershey's . До 2015 року частка комерційних замовників в доходах компанії склала 60 %.
Типовий проект Palantir обходиться замовникові в суму від $ 5 млн до $ 100 млн, як правило 20 % від суми угоди компанія отримує за передоплатою, а решту — тільки після завершення проекту . Окремі поставки комерційним клієнтам обходиться дешевше $ 1 млн, завдяки таким відносно низькими цінами Palantir витісняє традиційних постачальників технологій візуального аналізу даних для банків та інвесткомпаній , при цьому існують контракти, які дають компанії більше $ 1 млн на місяць  . Повідомлялося про відмову фірми від укладення контрактів з деякими замовниками з етичних міркувань, серед таких називалися китайські спецслужби і тютюнові компанії; проте, окремі пропозиції Palantir, як, наприклад, організація боротьби з WikiLeaks за допомогою дезінформації і атак на сервери некомерційної організації, піддавалися критиці як неетичні.

## Продукти
Основна концепція продуктів фірми — візуалізація великих масивів даних з різнорідних джерел, що дозволяє користувачам без технічної підготовки знаходити взаємозв'язки між об'єктами, виявляти збіги між об'єктами і подіями навколо них, виявляти аномальні об'єкти — Data Mining з упором на інтерактивний візуальний аналіз в дусі концепції посилення інтелекту. Як джерела, програмне забезпечення Palantir використовує як традиційні бази даних та інші структуровані джерела, так і тексти, аудіо, відео  . При цьому вважається, що для безпосереднього використання продуктів організаціям-замовникам не потрібен персонал з інженерними або програмістські навичками, оскільки вся робота ведеться в інтуїтивному графічному інтерфейсі, а запити до джерел формулюються на природній мові .

### Gotham
Gotham — продукт, орієнтований для державних спецслужб, початкове найменування продукту — Government — відображало секторальну специфіку.
Центральний механізм зберігання в Gotham використовує техніку онтологій, засобами яких різнорідні дані з багатьох джерел оснащуються смисловою інформацією і уніфікуються для спільного аналізу. Онтології в продуктах Palantir можуть бути одного з трьох типів  :
- суті — суб'екти або об'єкти реального світу,
- події — дії над сутностями, що відбуваються в певний момент часу і в певній точці простору,
- документи — підтвердження відомостей про реальний світ, зведені в єдиний формат (використовується HTML).

Засоби семантичного пошуку в платформі використовують можливості складання складних запитів до онтологій, зокрема, підтримується пошук по близькості значення, є також засоби фонетичного пошуку  . Встановлені користувачами-аналітиками факти і взаємозв'язки також зберігаються в семантичній формі і беруть участь в подальшому аналізі. Платформою підтримується підключення генетичних алгоритмів, спеціалізованим чином розробляються для тих чи інших сфер діяльності. Також складовою частиною платформи є підсистема групової роботи користувачів, що дозволяє аналітикам обмінюватися повідомленнями і результатами аналізу.
Засоби користувальницького завантаження даних, включені в платформу — FEI (англ. front-end import, засіб напівавтоматичного забору інформації з вебсайтів), Kite (засіб перетворення зовнішніх структурованих даних у внутрішній проміжний формат pXML на основі XML), Raptor (засіб напівавтоматичного обробки великих структурованих файлів), Phoenix (обробник журналів з вбудованим розпізнаванням атрибутивної інформації, наприклад, адрес, номерів телефонів). Крім того, надається інтерфейс прикладного програмування для створення додаткових інструментів для користувача забору даних для специфічних типів джерел. Окремо опрацьоване завдання користувацького тегування документів — розмітки текстів смисловою інформацією за допомогою вказівки прив'язок до нових або існуючих сутностей, позначки подій, збагачення наявних об'єктів інформацією; для пошуку відповідного об'єкта може бути використаний власний діалект OWL (NetOwl), або SAP Text Analytics. Основна техніка призначеного для користувача аналізу накопиченої інформації — візуалізація графів, в платформу включені різні засоби з їх перегрупування, авторозміщення, в інтерфейсі роботи з графами можливо встановлювати, приховувати і видаляти зв'язки, доповнювати їх об'єктами  .

### Metropolis
Metropolis, спочатку названий Finance через орієнтацію на фінансовий сектор, на відміну від орієнтованого на роботу з взаємозв'язками об'єктів Gotham, більшою мірою сфокусований на обробці числової інформації, виявленні аномалій і закономірностей в наборах вимірних даних. Основний алгоритмічний об'єкт в Metropolis — так звана метрика, яка задає уніфіковані правила інтерпретації для різнорідних числових даних, і тим самим забезпечує можливість застосування методів класу data mining для всього масиву доступних даних. З продуктом поставляється деякий набір зумовлених метрик для основних випадків, а також надається інтерфейс прикладного програмування для створення специфічних метрик. В інтерфейсі Metropolis надаються можливості візуального аналізу над елементами управління в стилі «провідника», електронних таблиць, опрацьовані спеціальні інтерфейсні рішення для регресійного аналізу та аналізу часових рядів .

### Analyzethe.us
Продукт Analyzethe.us призначався для аналізу інформації за американськими відкритими даними, в основному — за розділами, опублікованими на Data.gov, а також за джерелами неурядових організацій; основні предметні області — витрати федерального бюджету, держконтракти, лобіювання, фінансування виборчих кампаній  . Користувачам пропонувалося безкоштовно з сайту analyzethe.us запустити java-додатки (працювали внаслідок помилки в використовуваній версії Java Web Start тільки під Windows), які підключалися до серверів Palantir для доступу до даних; таке поширення продукту було націлене на популяризацію платформи Gotham, на основі якої зроблено додатки  .
З середини 2010-х років сайт не функціонує.

## Війна в Україні
Palantir надала Україні технології, завдяки яким ЗСУ отримують перевагу в обізнаності на полі бою, про що повідомило The Washington Post. Технологія дозволяє прибрати «туман війни» та відстежувати всі переміщення й обстріли військ РФ за допомогою штучного інтелекту й супутникових зображень. Під час українських контрнаступів у Херсонській, Харківській і Київській областях офіцери ЗСУ отримували інформацію про російські позиції, а також куди рухаються російські загарбники. За рахунок цього українська армія могла ефективно просуватися та швидко пристосовуватися до маневрів і контратак ЗС РФ. Частину цих технологій розроблено в Україні.
Збройні Сили України отримали від компанії невідому кількість мобільних розвідувальних центрів Skykit Palantir. Skykit містить два вбудовані монітори, вбудовані акумуляторні блоки живлення та має спеціальний ноутбук. У нього також є дрон Quadcopter та невелика камера Trailcam Nano. Система має дати солдатам можливість ефективно обробляти розвідувальні дані, приймати рішення та виконувати операції з віддалених місць за допомогою програмного забезпечення від Palantir.
Skykit має власний безпечний супутниковий зв'язок. Завдяки програмному забезпеченню Meta-Constellation український солдат може під'єднатися до одного з 40 комерційних супутників, аналізувати дані, зібрані різними модулями штучного інтелекту, і таким чином «побачити» супротивника.
Залежно від міжурядових угод Skykit також може отримати доступ до військових супутників, таких як супутники Пентагону.
3 березня 2024 року Міністерство економіки України та Palantir, підписали договір про співпрацю у сфері гуманітарне розмінування, за допомогою використання штучного інтелекту та потужностей компанії.
27 березня 2024 року Міністерство освіти і науки України та Palantir підписали меморандум про співпрацю.

## Конкуренція
Основний конкурент на ринку засобів візуального аналізу взаємозв'язків між об'єктами у великих масивах даних для цілей спецслужб і корпоративної безпеки — британська компанія i2 (з 2011 року належить корпорації IBM); одним з гострих проявів конкуренції став позов i2 до Palantir, поданий на початку 2011 року, в якому британська фірма звинуватила співробітників Palantir в отриманні доступу до її програмних продуктів обманним шляхом і копіюванні деяких технічних рішень  .
З точки зору ринку програмних засобів для запобігання шахрайства та зловживань в організаціях Palantir розглядається як постачальник рішень «п'ятого шару» — які забезпечують аналіз взаємозв'язків внутрішніх і зовнішніх суб'єктів контролю, і вважається одним з лідерів, поряд з Centrifuge, i2, SynerScope, Detica (з 2014 року належить BAE Systems), SAS Institute, Securonix . Серед виробників програмного забезпечення, близького за можливостями передбачення подій в реальному світі на основі аналізу взаємозв'язків об'єктів, називається шведсько-американський стартап Recorded Future , також фінансований ЦРУ . В інвестиційно-банківському секторі програмне забезпечення Palantir часто встановлювалося в перевагу традиційним рішенням від IBM, Booz Allen і Lockheed Martin за рахунок більш швидкого розгортання і невисокої ціни  .